# 리사주 궤도
궤도 역학에서 리사주 궤도(영어: Lissajous orbit)는 쥘 앙트완 리사주(Jules Antoine Lissajous)의 이름을 따서 명명된 것으로, 어떤 물체가 추진력 없이 3체 시스템의 라그랑주 점 주위를 돌아 갈 수 있는 준주기적 궤도이다. 라그랑주 점 주위의 랴푸노프 궤도는 두 천체의 평면 상에 완전히 놓여 있는 곡선 경로이다. 대조적으로 리사주 궤도는 이 평면에 수직인 구성요소를 포함하며 리사주 곡선에 따른다. 헤일로 궤도(halo orbit)에서도 평면에 수직인 구성 요소가 포함되지만 주기적인 반면에 리사주 궤도는 일반적으로 그렇지 않다.
실제로, 라그랑주 점 L1, L2 또는 L3 주변의 모든 궤도는 동적으로 불안정하여 평형에서 약간의 이탈은 시간이 지남에 따라 증가한다 결과적으로 이러한 라그랑주 점 궤도의 우주선은 궤도 스테이션 유지(orbit station-keeping)를 수행하기 위해서는 추진 시스템을 사용해야 한다. 궤도가 완벽하게 안정적이지는 않지만 위치 유지를 위한 적당한 노력에 의하면 우주선을 원하는 리사주 궤도에 오랫동안 유지할 수 있다.
다른 영향이 없다면 라그랑주 점 L4 와 L5 주위의 궤도는 두 주요 물체의 질량 비율이 약 25보다 크면 동적으로 안정적이다. 자연 역학에 의하여 평형에서 약간 교란되더라도 추진 시스템을 사용하지 않고도 우주선(또는 자연 천체)은 라그랑주 점 근처에 유지된다. 그러나 이 궤도는 근처에 있는 다른 거대한 물체에 의해 불안정해질 수 있다. 예를 들어, L4 및 L5 점 주위의 궤도는 행성의 섭동으로 인해 수십억 년이 아니라 수백만 년 동안만 지속될 수 있다.

## 리사주 궤도를 이용하는 우주선
리사주 궤도는 여러개의 임무에서 이용되어, 태양–지구 L1의 ACE 태양–지구 L1의 SOHO, 태양–지구 L1의 DSCOVR, 태양–지구 L2의 WMAP 또한 L1에서 태양 입자 수집 임무를 수행한 제네시스 우주선 등이 있다. 2009년 5월 14일, 유럽 우주국 (ESA)은 태양-지구 L2에서 리사주 궤도를 사용하는 허셜 우주망원경 및 플랑크 우주망원경을 발사했다. ESA의 현재 가이아 임무에서도 태양-지구 L2의 리사주 궤도를 이용한다. 2011년 나사는 지구-달 L1 및 L2의 리사주 궤도를 통해 두 대의 테미스 우주선을 지구궤도에서 달 궤도로 이송하였다. 2018년 6월, 중국의 창어 4호 달 착륙선 임무를 위한 중계 위성인 Queqiao는 지구-달 L2 주위의 궤도에 진입했다. 

## 소설에서의 등장
아서 C. 클라크와 스티븐 백스터의 2005년 공상과학 소설인 《태양풍》(Sunstorm) 에서는 치명적인 태양 폭풍으로부터 지구를 보호하기 위해 우주에 거대한 방패가 건설되었는데, 이 방패는 L1 지점의 리사주 궤도에 있는 것으로 설명된다. 이 소설에서 부유하고 권력이 센 사람들의 무리는 방패의 지구 반대편인 L2 지점에 숨어서 지구와 달에 의하여 태양 폭풍으로부터 보호를 받는다.

### 내용주
1. ↑  일부 문헌에 의하면 '헤일로 궤도'일 가능성이 있음.